# Lista de membros do elenco de Star Trek: Strange New Worlds
Esta é uma lista de membros do elenco de Star Trek: Strange New Worlds, uma série de televisão estadunidense de ficção científica criada por Akiva Goldsman, Alex Kurtzman e Jenny Lumet e exibida originalmente pela plataforma de streaming Paramount+ desde 2022. Strange New Worlds é a décima-primeira adaptação televisiva do universo midiático Star Trek e integra o universo expandido criado por Kurtzman. Concebida como um spin-off de Star Trek: Discovery, a série narra as missões empreendidas pelo Capitão Christopher Pike no comando da nave estelar USS Enterprise. Juntamente com sua tripulação, Pike explora "novos mundos" e contacta formas de vida desconhecidas pela galáxia uma década antes dos eventos narrados em Star Trek: The Original Series.
Anson Mount, Ethan Peck e Rebecca Romijn estrelam a série como Pike, Spock e Número Um respectivamente, sendo estes três os personagens originalmente retratados na Série Original. O trio já havia participado da segunda temporada de Discovery e foram confirmados pela Paramount em maio de 2020, ainda durante a pré-produção de Strange New Worlds. Jess Bush, Christina Chong, Celia Rose Gooding, Melissa Navia, Babs Olusanmokun e Bruce Horak assumem papéis secundários como membros da tripulação da Enterprise. Diversos dos atores secundários e convidados interpretam versões mais jovens de personagens da Série Original de forma a manter a continuidade narrativa do cânone oficial da franquia.

## Elenco
= Elenco principal (creditado) 
     = Elenco secundário (3+)
     = Elenco convidado (1-2)
| Ator               | Personagem                | Temporada        | Temporada        |
| Ator               | Personagem                | 1                | 2                |
| Elenco principal   | Elenco principal          | Elenco principal | Elenco principal |
| ------------------ | ------------------------- | ---------------- | ---------------- |
| Anson Mount        | Christopher Pike          | Principal        | Principal        |
| Ethan Peck         | Spock                     | Principal        | Principal        |
| Jess Bush          | Christine Chapel          | Principal        | Principal        |
| Christina Chong    | La'an Noonien-Singh       | Main             | Main             |
| Celia Rose Gooding | Nyota Uhura               | Principal        | Principal        |
| Melissa Navia      | Erica Ortegas             | Principal        | Principal        |
| Babs Olusanmokun   | Joseph M'Benga            | Principal        | Principal        |
| Bruce Horak        | Hemmer                    | Principal        | Participação     |
| Rebecca Romijn     | Una Chin-Riley            | Principal        | Principal        |
| Elenco secundário  |                           |                  |                  |
| Dan Jeannotte      | Sam Kirk                  | Recorrente       | Recorrente       |
| Rong Fu            | Jenna Mitchell            | Recorrente       | Recorrente       |
| Gia Sandhu         | T'Pring                   | Recorrente       | Participação     |
| Adrian Holmes      | Robert April              | Participação     | Recorrente       |
| Melanie Scrofano   | Marie Batel               | Participação     | Recorrente       |
| Paul Wesley        | James T. Kirk             | Participação     | Recorrente       |
| Carol Kane         | Pelia                     | Does not appear  | Recorrente       |
| Elenco convidado   |                           |                  |                  |
| Matthew Wolf       | Montgomery "Scotty" Scott | Voz              | Does not appear  |
| Martin Quinn       | Montgomery "Scotty" Scott | Does not appear  | Participação     |
| Mia Kirshner       | Amanda Grayson            | Does not appear  | Participação     |
| Tawny Newsome      | Beckett Mariner           | Does not appear  | Participação     |
| Jack Quaid         | Brad Boimler              | Does not appear  | Participação     |
| Noël Wells         | D'Vana Tendi              | Does not appear  | Participação     |
| Eugene Cordero     | Sam Rutherford            | Does not appear  | Participação     |
| Jerry O'Connell    | Jack Ransom               | Does not appear  | Participação     |

## Personagens

### Personagens principais
| Personagem | Ator        | Temporadas | Temporadas | Temporadas |  |
| Personagem | Ator        | Principal  | Recorrente | Convidado  |  |
| --- | ----------- | ---------- | ---------- | ---------- |  |
| |             |            |            |            |  |
| Christopher Pike | Anson Mount | 1–presente | –          | –          |  |
| Christopher "Chris" Pike é o Capitão da USS Enterprise que vive um conflito interno após uma visão premonitória sobre seu destino final durante uma futura batalha. Pike havia sido interpretado primeiramente por Jeffrey Hunter em Star Trek como um "comandanto rude e autoritário" a quem Mount descreveu como "um Pike do primeiro ato... um homem muito jovem e auto-absorto". Em contrapartida, o "Pike de segundo ato" desenvolvido por Mount seria mais confiante, colaborativo e empático. O produtor Akiva Goldsman acreditou que seria necessária "uma abordagem mais sólida e contemporânea" ao personagem para evitar a representação de valores masculinos tóxicos presentes em algumas adaptações anteriores de Star Trek. Inspirado pelo próprio senso de liderança de Mount, Pike é um líder com forte senso familiar e de amizade e mantém uma cozinha em seus aposentos onde costuma reunir tripulantes e realizar suas reuniões privativas. O topete de Pike nesta versão foi amplamente comentado, atraindo comparações ao estilo de Elvis Presley e do personagem animado Johnny Bravo e sendo descrito como "o melhor penteado da televisão". |             |            |            |            |  |
| |             |            |            |            |  |
| Spock | Ethan Peck  | 1–presente | –          | –          |  |
| Spock é o Oficial de Ciências a bordo da USS Enterprise. Meio Humano-Vulcano, Spock luta constantemente para se tornar aceito entre os Vulcanos e suas tradições bem como desenvolver seu lado mais humano. A série explora sua complexa relação com sua noiva T'Pring, que o considera "humano demais", e suas investidas amorosas com a enfermeira Christine Chapel. O produtor Henry Alonso Myers reconheceu que os redatores da série estavam reinterpretando alguns elementos da Série Original de maneira diferente do que os fãs haviam feito anteriormente, a fim de ampliar o papel de T'Pring nesta fase da vida de Spock. Peck afirmou que estava "constantemente verificando" a interpretação de Spock pelo ator original Leonard Nimoy, mas também queria "ter uma experiência como Spock" e não se concentrar no resultado final do personagem. |             |            |            |            |  |